# Arne Nilsson (TV-chef)
Arne Nilsson, född 1924 i Borås, död 2001, var en svensk TV-chef och domare i TV-tävlingsprogram.
Efter att ha spelat lokalrevy och arbetat med reklamfilm på SF började han 1966 att arbeta för Sveriges Radio. Tre år senare blev han produktionschef för SVT Kanal 1. 
Nilsson blev känd för en bredare allmänhet när han var domare i program som Gäster med gester och Från Poppe till Pippi. 